# Кула Ненадовића
Кула Ненадовића је изграђена 1813. године, налази се у Ваљеву на брду Кличевац, на око пола километра од центра града, а у правцу изласка ка Шапцу. Представља непокретно културно добро као споменик културе од великог значаја.

## Историја
Кула је изграђена од стране устаничке државе и служила је за војне потребе. Градњом су руководили господар Јаков Ненадовић као министар унутрашњих послова и његов син, војвода Јефрем. Између два устанка од 1813. до 1815. године Турци су користили кулу као затвор. Вероватно због тога ју је војвода Сима Ненадовић срушио по ослобођењу Ваљева 28. маја 1815. године. Обновљена је 1836. године, о трошку Кнежевине Србије и до краја 19. века коришћена је за чување барута.

## Изглед куле
Кула је приближно квадратне основе (9,80х9,70х10,00х9,76), а висока је са кровом 17,50 m), масивно грађена у камену, подељена на четири спрата. засведена је опеком и прекривена ћерамидом. На спољним зидовима, на разним висинама уграђене су спомен плоче које сведоче о њеној градњи.
Данас је кула Ненадовића у потпуности реконструисана и заштићена, са припремљеном адекватном музејском поставком, која је за посетиоце отворена од 20. марта 2012. године, као издвојено је одељење Народног музеја Ваљево.

### Књиге и зборници
- Археолошки споменици и налазишта у Србији = Monuments et stations archéologiques en Serbie. I : западна Србија = Serbie occidentale / Српска академија наука ; уредник Ђурђе Бошковић ; збирка: Грађа / Српска академија наука ; књ. IX / Археолошки институт ; књ. 2. Београд: Научна књига, (Београд : штампарија и књиговезница Српске академије наука). 1953.  512023976
- Ацовић, Драгомир М. (2008). Хералдика и Срби. Београд: Завод за уџбенике.  152135692
- Ваљево : постанак и успон градског средишта : саопштења са научног скупа поводом шест векова од најстаријег помена Ваљева у историјским изворима, одржаног 8-10. октобра 1993. године у Ваљеву / [главни и одговорни уредник Синиша Бранковић]. Ваљево: Народни музеј Ваљево ; Београд : Одељење за историју Филозофског факултета, (Ваљево : Ваљевска штампарија). 1994.  28512780  512326039
- Васиљевић, Миливоје (1994). „Шанчеви код Ненадовића куле на Кличевцу”. Ваљево : постанак и успон градског средишта : саопштења са научног скупа поводом шест векова од најстаријег помена Ваљева у историјским изворима, одржаног 8-10. октобра 1993. године у Ваљеву / [главни и одговорни уредник Синиша Бранковић]. Ваљево: Народни музеј Ваљево ; Београд : Одељење за историју Филозофског факултета, (Ваљево : Ваљевска штампарија): 261—264.  28512780  512326039
- Kanitz, Felix (1904). Das Königreich Serbien und das Serbenvolk : von der Römerzeit bis zur Gegenwart. Band 1, Land und Bevölkerung (на језику: немачки). Leipzig: Verlag von Bernh. Meyer.  521329252  23578887  1024008421
- Каниц, Феликс (1985). Србија, земља и становништво : од римског доба до краја XIX века. Књ. 1. Београд: Српска књижевна задруга : Рад.  38922508
- Кривошејев, Владимир (2012). Ваљево — настанак и развој града : прилози за урбану историју од првог помена до почетка 20. века. Ваљево: Parnas book; Народни музеј Ваљево; Историјски архив Ваљево; Завод за заштиту споменика културе Ваљево.  189044236
- Кривошејев, Владимир; Марковић, Катарина (2012). Кула Ненадовића. Ваљево: Народни музеј, (Ваљево : Valjevo Print).  189628940
- Милићевић, Милан Ђ. (1973). Кнежевина Србија : географија - орографија - хидрографија - топографија - археологија - историја - етнографија - статистика - просвета - култура - управа. [Књ. 1] / написао М. [Милан] Ђ. Милићевић ; Фототипско изд.: У Београду : у Државној штампарији, 1876. (PDF). Београд: Слобода, (Београд : "Радиша Тимотић"). Архивирано из оригинала (PDF) 25. 10. 2020. г. Приступљено 22. 04. 2021.  38610956
- Милутиновић, Сима (1888). Историја Србије од почетка 1813е до конца 1815е године. Београд: Штампарија Краљевине Србије.  512016477
- Ненадовић, Матеја (1984). Акта и писма / прота Матеја Ненадовић ; приредио Велибор Берко Савић. Горњи Милановац: Дечје новине.  55812108
- Павловић, Доброслав (1953). „Ненадовића кула на Кличевцу — кула из XIX века”. Археолошки споменици и налазишта у Србији I : западна Србија / Српска академија наука ; уредник Ђурђе Бошковић ; збирка: Грађа / Српска академија наука ; књ. IX / Археолошки институт ; књ. 2. Београд: Научна књига, (Београд : штампарија и књиговезница Српске академије наука): 50—51.  512023976
- Павловић, Љубомир (1907). Колубара и Подгорина, фототипско издање у књизи Колубара и Подгорина: насеља, порекло становништва, обичаји; ур. Борислав Челиковић (2011). Београд: Службени гласник: САНУ.  188266508
- Павловић, Љубомир (1990). О Ваљеву и Шапцу : изабрани списи / приредио Љубисав Андрић. Ваљево: Радио Ваљево.  178179335
- Перуничић, Бранко (1973). Град Ваљево и његово управно подручје : 1815-1915. Ваљево: Историјски архив - Ваљево, (Београд : "Привредни преглед").  96435468
- Петковић, Сретен (2004). Културна баштина Србије. Нови Сад: Православна реч ; Београд : Војска, (Београд : Војна штампарија). ISBN 978-86-7530-112-7.  125932300
- Савић, Велибор (2005). Ненадовића кула у Ваљеву. Ваљево: В. Савић, (Ваљево : Ваљево принт).  127014156
- Стаменић, Драган; Ћеранић, Зорица; Николић, Милоје Ж.; Арсић, Радивоје; Дражић, Тихомир; Марковић, Милан; Пејић, Светлана; Ћирић, Весна (2006). Споменичко наслеђе Колубарског и Мачванског Округа. Ваљево: Завод за заштиту споменика културе Ваљево (Ваљево принт). ISBN 978-86-904745-2-3.  131307532
- Суботић, Војислав; Поповић, Марко; Драгићевић, Љубинко; Пановић, Зоран (2006). Меморијали ослободилачких ратова Србије. Књ. 1, том 1. Београд: Влада Републике Србије, Министарство рада, запошљавања и социјалне политике. ISBN 978-86-7686-067-8.  127985164

### Часописи
- Арсић, Радивоје (2010). „Кула Ненадовића и шанац на Кличевцу из угла историјске археологије” (PDF). Гласник - Историјски архив Ваљево. Ваљево: Историјски архив Ваљево (44): 5—19.  74951180
- Арсић, Радивоје (2011). „Реконструкција шанца и куле Ненадовића”. Колубара — Велики народни календар за просту 2011. Ваљево: Издавачко предузеће "Колубара".  22146562
- Драшковић, Радован (1966). „Ваљевска кула на Кличевцу” (PDF). Гласник - Историјски архив Ваљево. Ваљево: Историјски архив Ваљево (1): 125—134.  16566274
- Коларић, Миодраг (1959). „Грађевине и грађевинари Србије од 1790 до 1893 године” (PDF). Зборник Музеја Првог српског устанка. Београд: Музеј Првог српског устанка, (Београд : Графичка школа "Милић Ракић"). I: 5—28.  16934663  61245964  41090823
- Кривошејев, Владимир (1996). „Ваљевска компанија српске народне милиције од 1720. до 1728. године” (PDF). Гласник - Историјски архив Ваљево. Ваљево: Историјски архив Ваљево (30): 48—65.  74951180
- Krstić, Željko Lj. (2018). „Valjevo u potrazi za identitetom”. Svitac : časopis za sociološke i psihološke teme. VI (37): 3—18.
- Мадић, Милча (2006). „Велибор Берко Савић: Ненадовића кула у Ваљеву, самостално издање аутора, Ваљево 2006, 262.” (PDF). Гласник - Историјски архив Ваљево. Ваљево: Историјски архив Ваљево (40): 162—163.  74951180
- Савић, Велибор Берко (1992). „Ваљевска црква”. Ваљевац — Велики народни календар за просту 1993. Ваљево: Агенција Ваљевац, (Ваљево : Ваљевска штампарија): 193—205.  11863564